# Kurvcichlid
Kurvcichlid (Laetacara curviceps) är en fiskart som först beskrevs av Ahl 1923.  Kurvcichlid ingår i släktet Laetacara och familjen Cichlidae. Inga underarter finns listade i Catalogue of Life.